# Monty Python's Personal Best
Monty Python's Personal Best è una miniserie TV di un'ora per ciascun episodio sui contributi di ogni membro dei Monty Python. Prodotto dalla Python (Monty) Pictures Ltd., la serie venne trasmessa per la prima volta sulla PBS il 22 febbraio 2006.
I cinque membri sopravvissuti dei Python (John Cleese, Michael Palin, Eric Idle, Terry Jones e Terry Gilliam) furono invitati a scegliere gli sketch preferiti scritti o interpretati da loro, dal Monty Python's Flying Circus. Tutti e cinque collaborarono alla creazione del sesto episodio, un tributo al defunto membro Graham Chapman.

## Episodi
Con l'eccezione dell'episodio di Graham Chapman, ciascuna "migliore personalità" (Personal Best) comprende uno o più sketch scritti e interpretati dai membri dei Python:
- Eric Idle's Personal Best: Comunicato dal vivo all'Hoolywood Bowl, un giornalista (Eric Idle) immette la sua intervista a molte persone su cosa pensano di Eric Idle, includendo la madre di Idle e un ex soldato nazista che vive in Sud America (tutti e due interpretati da Idle). Durante tutti i segmenti, il giornalista confonde i nomi dei Python con i nomi dei Beatles.

- John Cleese's Personal Best: Lo sketch inizia con un requiem del "fu" John Cleese. Dopo appare la scena di una fiaba (La principessa dai denti di legno dal Monty Python's Fliegender Zirkus), il quale appare un'altra scena dove un uomo disinnestato, senile anziano (Cleese) viene intervistato da Dayna Devon, una giornalista. L'apparentemente novantaseienne Cleese solitamente risponde alle domande in maniera talmente scontrosa che alla fine gli viene un infarto e muore. Questo episodio mandò in crisi molti fan, che domandarono sul sito internet se Cleese è veramente morto.

- Terry Gilliam's Personal Best: L'episodio inizia con Gilliam che reclama che il Monty Python's Flying Circus era di sua proprietà e che era costituito solo da cartoni animati. Lo "spettatore" preme un interruttore che fa accendere le luci e rivela che Gilliam e il suo laboratorio sono veramente delle animazioni. Segue un pandemonio totale, come dimostra un'animazione di Gilliam.

- Michael Palin's Personal Best: L'episodio è uno pseudo-documentario sullo sketch La danza dei pesci schiaffeggianti, con Palin che interpreta lo stesso personaggio che ha interpretato nello sketch originale.

- Terry Jones Personal Best: Dalla sua lussuosa casa, Jones illustra come egli concepì i Monty Python come una vetrina del proprio talento, come ha lasciato a malincuore gli altri membri e che "Monty Python" è l'anagramma di "Terry Jones".

## Trasmissione sulla PBS
Trasmessa in America, la serie precedette il ritorno del Monty Python's Flying Circus sulla stazione della PBS. Gli episodi sono stati trasmessi due alla volta, nell'arco di tre settimane:
- Eric Idle's Personal Best e Graham Chapman's Personal Best - 22 febbraio 2006
- Terry Gilliam's Personal Best e John Cleese's Personal Best - 1º marzo 2006
- Michael Palin's Personal Best e Terry Jones Personal Best - 8 marzo 2006

## Sketch ricorrenti
- Lo sketch La danza dei pesci schiaffeggianti è apparso in quattro puntate della serie, forse perché molti membri sono stati coinvolti nello sketch. John Cleese e Michael Palin apparvero nello sketch, Terry Jones e Palin ne sono stati autori. Terry Gilliam ha creato il cartone animato che ha introdotto lo sketch.
- Vennero trasmesse diverse versioni dello sketch La canzone del taglialegna.